# Kerala Kalamandalam
Kerala Kalamandalam (en malayam : കേരള കലാമണ്ഡലം) est un centre majeur d'apprentissage dans le domaine des Arts du spectacle, en Inde, notamment développé dans le sud de l'État du Kerala. Il se situe dans le village de Cheruthuruthi, dans la province de Thrissur, aux abords de la rivière  Bharathapuzha.
Cette institution, à présent reconnue comme université, fut fondée en 1930 par le poète Padmabhooshan Vallathol Narayana Menon et Raja Manakkulam Mukunda. Le Kalamandalam dispense entre autres des cours de danse classique et de théâtre tel que le Kathakali, le Mohiniattam, le Kutiyattam, l'Ottamthullal, le Kuchipudi, le Bharatanatyam, et le Nangiar Koothu. Il forme également ses étudiants à la pratique du Panchavadyam, un orchestre traditionnel. L'apprentissage se ramifie en divers cours de percussions tel le chenda, le maddalam et le mizhavu. Kalamandalam respecte le gurukul sampradayam, l'ancien système éducatif indien, basé sur la résidence tutélaire. 
Kalamandalam fut conçu afin de fournir à ses étudiants un entrainement selon le système du Gurukula Sampradaya; ceux-ci, en résidence, restant auprès de leurs enseignants, dans le but de développer et partager une ambiance commune, propice à l'apprentissage des subtiles nuances inhérentes à ces arts. D'éminents maîtres proviennent du Kalamandalam. Les sessions d'entrainement, débutant au matin, perdurent jusque tard dans la nuit.

## Histoire
L'ouverture du Kalamandalam insuffla une seconde vie aux trois arts classiques majeurs le Kathakali, le Kutiyattam et le Mohiniattam qui, au tournant du XXe siècle, fit face à la menace d'extinction que représentaient les différents règlements, imposés par les autorités coloniales. 
Ce fut à ce moment, en 1927, que Vallathol Narayana Menon et Mukunda Raja décidèrent de former une société, le Kerala Kalamandalam. Ils sollicitèrent des dons auprès du public et organisèrent des loteries afin de lever les fonds nécessaires à leur association.
Kerala Kalamandalam fut inauguré en novembre 1930 à Kunnamkulam, et s'installa plus tard dans le village de Cheruthuruthi, à la limite sud de Shoranur, en 1933. Le Maharaja de Cochin leur fit don de terres et d'un bâtiment. Subséquemment, un département de danse fut lancé afin de faire revivre le Mohiniattam.

## Maîtres au Kalamandalam

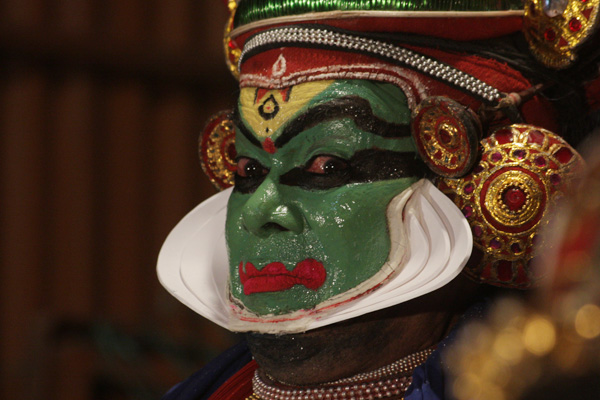
Kalamandalam Vasu Pisharody en 2009

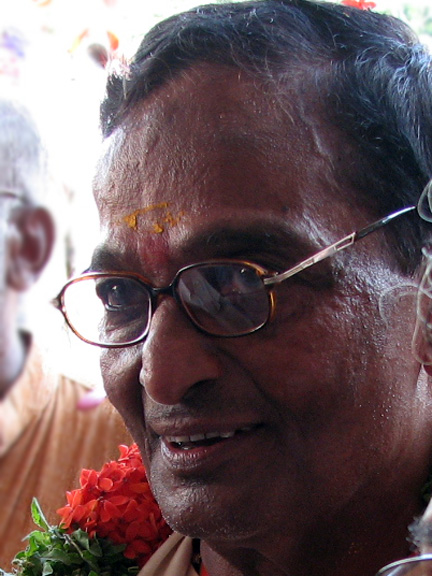
Kalamandalam Gopi en 2007

Parmi les arts classiques enseignés au Kalamandalam, le kathakali est sans nul doute le plus célèbre. L'histoire de l'institution a été marquée par la présence de nombreux maitres kathakali comme Pattikkamthodi Ravunni Menon, Padma Shri Vazhenkada Kunchu Nair, Padma Bhushan Kalamandalam Ramankutty Nair, Kalamandalam Padmanabhan Nair, Padma Shri Keezhpadam Kumaran Nair, Kalamandalam Gopi, Kalamandalam Vasu Pisharody et Vazhenkada Vijayan. Il en va de même dans le style Kalluvazhi.
Kalamandalam Krishnan Nair, considéré comme le plus grand artiste kathakali, et Dr Gurû Gopinath fut parmi les premiers étudiants de l'institution.
Provenant du sud kéralais, il y en eut certains qui contribuèrent au Kalamandalam, tel Gurû Kunchu Kurup, Madavoor Vasudevan Nair, Mankompu Sivasankara Pillai et Kalamandalam Rajasekharan.
À noter la présence d'enseignants (école du Nord) comme Kalamandalam Balasubramanian et Krishnakumar.

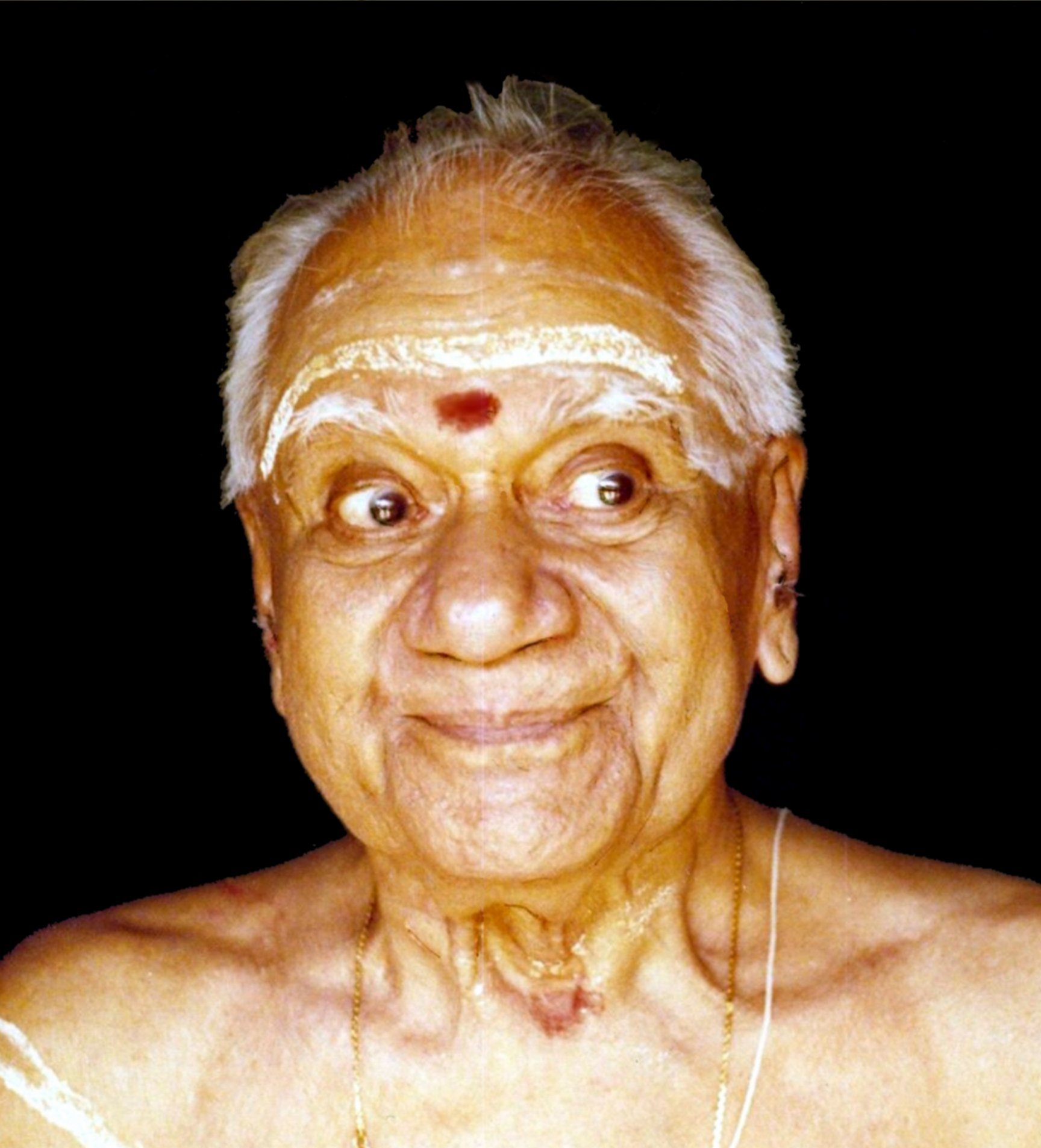
Mani Madhava Cakyar en 1989

Padmabhooshan Vallathol Narayana Menon invita un gurû légendaire, faisant autorité dans le Rasa-abhinaya et le Kutiyattam, Nâtyâchârya Mani Madhava Cakyar autant que maitre de Rasa-abhinaya et Netrābhinaya, auprès des étudiants de kathakali.
Kalamandalam Neelakantan Nambisan, clé de voûte des musiciens kathakali du XXe siècle, fit ses études à l'institution. Ses disciples les plus célèbres furent Kalamandalam Unnikrishna Kurup, Gangadharan, Ramankutty Varrier, Madambi Subramanian Namboodiri, Kalamandalam Tirur Nambissan Kalamandalam Sankaran Embranthiri, Kalamandalam Hyderali, Venmani Haridas, Kalamandalam Subramanian, Kalanilayam Unnikrishnan et Kalamandalam Bhavadasan.
Parmi les maîtres percussionnistes des années passées, sont reconnus Kalamandalam Krishnankutty Poduval, Kalamandalam Achunni Poduval et Pallassana Chandra Mannadiyar (chenda), mais encore Kalamandalam Appukutty Poduval et Narayanan Nambisan (maddalam).
Vazhenkada Govinda Varrier et Kalamandalam Rammohan quant à eux furent maitres en Chutti (maquillage).
Dans le domaine du Kutiyattam, parmi des gurûs légendaires tel Padma Shri Mani Madhava Cakyar et Painkulam Rama Cakyar, quoique aussi dans le Mohiniattam, le plus célèbre fut Kalamandalam Kalyanikutty Amma.

## Récompenses
L'institution honora de récompenses, certains de ses artistes. Chembai Vaidyanatha Bhagavatar fut le premier bénéficiaire du Suvarna Mudra (médaille d'or) et Guru Mani Madhava Chakyar fut le premier nommé autant que membre honoraire. Les institutions attribuent annuellement le Kalamandalam award.

## Statut académique
En 2006, le Kalamandalam reçut du gouvernement indien le statut « Université d'Art et Culture ».